# 수원 토막 살인 사건
수원 토막 살인 사건(水原-殺人事件)은 2012년 4월 1일 대한민국 경기도 수원시 팔달구 지동에서 중국조선족 남성 우위안춘(이하 오원춘)이 휴대 전화 부품 공장에서 일하고 퇴근하던 한국인 여성 회사원 곽모 씨(당시 28세)를 집으로 납치하여 목 졸라 살해한 뒤 시신을 토막 낸 사건이다. 오원춘은 2012년 4월 2일 경찰에 붙잡혔다.
살해당한 여성은 살해당하기 전 경찰에 신고를 하였으나, 경찰의 늦장 대응으로 피해자를 구조하지 못했다는 논란이 일었다. 이에 경찰은 사과문을 발표하였다. 이 사건 보도 당시 경찰은 당초, 살해된 여성과 사건 접수를 한 경찰관과의 통화 시간이 1분 20초라고 밝혔으나 언론의 취재 결과 112신고센터 간 통화시간은 총 7분 36초였던 것으로 나타났다. 우위안춘은 피해자를 스패너로 두 차례 때린 뒤 목 졸라 살해하였다고 경찰서에서 진술하였다.
이 사건의 범인인 오원춘은 2013년 1월 16일에 대법원에서 무기징역이 확정되었고, 경북북부제1교도소(옛 청송교도소)에서 복역 중이다.

## 사건의 전말

### 112신고센터 간 통화
2012년 4월 1일 피해자는 범인 오원춘이 나간 사이 문을 잠그고 112에 전화를 걸어 "모르는 아저씨에게 성폭행을 당하고 있다. 아저씨가 나간 사이 문을 잠그고 전화한다. 집은 주변 지동초등학교 지나서 못골놀이터 가는 길쯤이다."이라고 자세한 위치까지 설명했다. 그러나 112신고를 접수한 경찰관은 "지금 성폭행 당하신다고요?", "자세한 위치 모르냐?", "누가 그러는 것이냐?" 등 급박한 상황과는 관련이 없거나 피해자가 답할 수 없는 질문으로 따지면서 대응하였다. 그러는 중 가해자가 강제로 문을 열고 들어오는 소리와 함께 "잘못했어요 아저씨, 잘못했어요", "살려주세요, 살려주세요. 악, 악"이라는 소리가 들려왔다. 이와 함께 테이프를 찢을 때 나는 소리도 들렸으며 전화가 끊길때 쯤에는 비명소리가 잦아들어 가고 있었다. 이 통화 속 피해자의 비명은 긴급공청(신고내용을 파출소, 순찰차가 동시청취)의 방식으로 고스란히 수원 경찰관들에게 무전으로 전파되었다.
기존의 녹취록은 1분 20초로 억지로 문을 여는 소리와 함께 곧 끊어졌다고 알려져 있었지만, 범인 오원춘이 잠긴 문을 열고 들어온 뒤에도 전화는 6분 넘게 끊어지지 않았던 것으로 4월 7일에 알려졌다. 1분 20초 이후에는 "살려주세요, 살려주세요, 왜 이러세요"하는 소리와 피해자의 비명소리가 수화기를 통해 그대로 전해졌던 것으로 드러났다. 이 같은 사실을 공개하지 않았다가 문제가 불거지자 경찰은 "112센터와 피해자가 대화한 이후 나머지 시간은 피해자가 전화를 떨어뜨려 경찰이 개입할 수 있는 여지가 없었다"며 "차마 이를 공개할 수 없었다"고 해명했다.

### 경찰의 탐문 수사
경찰은 피해자의 주소지가 전라북도 군산시인 것을 확인한 뒤 군산경찰서에 공조를 요청하여 0시 55분 여성의 가족과 접촉하였다. 그리고 피해자가 집에 없는 것을 확인함으로써 진짜 신고였음을 확인하였다.
이로써 신고 접수 두 시간 만에 경기지방경찰청 112신고센터는 수원중부경찰서 권역의 모든 현장 인력에게 '성폭행, 못골놀이터 가기 전 지동초등학교 쪽, 긴급출동', '지동초등학교, 성폭행을 당하고 있다. 정확한 위치는 모르겠다'라고 출동 지령을 내렸다. 하지만 지령에서 중요한 단서인 '피해자가 집안에 있다'는 사실은 누락되어 있었다. 이로 인하여 피해자의 신고 내용인 '지동초등학교 좀 지나서'라는 위치 정보가 전해지지 않았으며, 투입된 인력 11명(2인1조 순찰차 2대, 형사기동대 5명)은 사고 현장에서 1km가량 떨어진 못골놀이터부터 수색하게 되었다.
현장 탐문 방법은 주민들의 취침에 방해될 것을 염려해 주변 주민의 일일 대면 방식이 아닌이 현관문이나 창문에 귀를 대 사람 소리를 확인하고 안들리면 철수하는 식으로 진행하였다. 그러나 사건에 진행이 없자 4월 2일 2시32분 형사기동대 2개팀(10명)과 순찰차 2대(4명)의 추가인원 배치를 지시하였고 추가 배치팀은 6시 50분 쯤에야 현장에 합류하였으며 수사 지휘자인 수원중부경찰서 조남권 형사과장도 9시가 넘어서 현장에 합류하였다.
그 후 2일 11시 30분 "부부가 싸우는 소리를 들었다"는 옆집 주민의 결정적 제보를 받고 수사범위를 좁혀 바로 옆 건물 1층 다세대 주택에서 토막 낸 시신을 가지고 달아날 준비를 하고 있던 우위안춘을 붙잡았다.

## 사건의 동기 및 요인과 밝혀진 결과
중국인 불법체류자 우위안춘은 2012년 4월 1일 전봇대에 숨어 있다가 퇴근하던 피해자를 밀친 후 자신의 거주지인 다세대 주택으로 끌고 가 청테이프로 입과 몸을 묶은 채 두 차례 성폭행을 시도하였으나 피해자가 강하게 저항하여 실패하였다고 주장했다. 그러나 경찰이 주변을 헤매는 사이 그는 2012년 4월 2일 피해자를 둔기로 내리치고 목을 졸라 살해한 후 범행을 감추기 위해 자신의 집 화장실에서 시신을 280점으로 토막 내 여행용 가방과 비닐봉지 등에 나눠 담은 것으로 밝혀졌다.
우위안춘은 길을 걷다 퇴근하던 피해자와 어깨가 부딪혔다는 이유로 끌고가 살해했다고 진술했으나 이는 범행 장면이 찍힌 CCTV 화면이 발견되면서 거짓임이 밝혀졌다.

## 경찰의 부실 대응 논란과 영향
수원중부경찰서는 2일 관련 사건을 언론에 공개하면서 피해 여성이 112에 신고했다는 사실은 감췄다. 그러나 이는 5일 경기지방경찰청이 녹취록을 공개하면서 거짓으로 밝혀졌다. 또 경찰은 피해자와 112신고센터 간 통화시간 총 7분 36초를 1분 20초로, 초기 대응때 투입되었던 인력 11명(2인1조 순찰차 2대, 형사기동대 5명)을 강력팀 형사 35명으로 축소‧확대하여 발표하였으나 이것도 거짓임이 드러났다.
사건의 축소, 확대, 은폐, 늦장대응이 드러나자 전 국민들의 비난이 일기 시작했다. 이에 따라 6일 서천호 경기지방경찰청장은 지휘 소홀 등의 책임을 물어 관할 서장과 형사 과장을 대기 발령 시키고 공식 사과문을 발표하였다. 그러나 국민들의 비난은 계속되었으며 허점이 계속 드러나자 결국 조현오 경찰청장과 서천호 경기지방경찰청장이 책임을 지고 물러난다고 밝혔다.
또한 경찰측에서 용의자 위치추적이 되지 않아 결국 피해자의 유가족이 소방방재센터에 전화를 걸어 소방방재센터가 경찰을 대신하여 용의자의 위치를 추적해주는 해프닝이 발생하기도 했다.

### 호신 용품 매출 급증
이 사건의 여파로 강력범죄에 대한 불안감이 높아지면서 대한민국 온라인 쇼핑몰의 호신용품 판매량이 늘어난 것으로 나타났다. 사건이 일어난 날을 기준으로 옥션은 지난달 보다 35%, 지난주 보다 20%, G마켓은 지난 달 보다 249%, 지난 주 보다 421%, 인터파크는 지난 주 보다 2배 등으로 나타났다.

### 업무 미숙에 따른 징계
사건의 책임자인 경찰관 11명이 징계되었다. 경찰청 감사관실은 경기청 산하의 생활안전과장, 112센터 지령팀장, 접수요원, 수원중부서 형사과장은 중징계, 112 센터장, 수원중부서장, 수원중부서 정보보안과장, 강력 7팀장, 동부파출소 팀장은 징계, 홍보담당관 등 3명은 경고 조치하기로 하고 이를 총리실 중앙징계위원회에 요청하였다.

### 경찰의 자동위치추적권 확보
대한민국의 소방과 다르게 경찰은 '자동위치추적권'이 없었기에 전화기를 통해 주소를 확인하거나, 전화건 사람의 동의를 받아 위치추적을 해왔다. 이유는 '인권 문제'로 시위나 파업시 참가자의 정보를 모으는 등의 악용 사례에 대한 시민단체, 인권단체의 반발이었다. 이로 인해 말 한마디 못하고 끊기는 긴급 신고전화에 대해선 속수무책이었다. 그러나 이번 살인 사건은 경찰의 문제점이 드러남에 따라, 2012년 5월 2일 대한민국 국회 본회의를 통해 '112 위치추적법'이 통과되는 계기가 되었다. 오남용 방지에 대한 처벌조항이 미약한 점 등 일부의 문제제기에도 불구, 이 법안 은 2012년 5월 14일 공포되어 6개월 후인 2012년 11월 14일부터 시행되었다.

## 검찰의 수사
이 사건은 4월 10일 수원지방검찰청으로 송치됨에 따라 검찰청 별도 수사팀이 꾸려져 수사에 들어갔다. 사건은 형사3부로 배정되었고 수사팀은 지석배 부장검사와 강력범죄 베테랑 검사 3명과 4명의 수사관으로 구성되어있다.

## 재판 결과
검찰은 2012년 4월 1일 20대 여성을 살해하고 시신을 토막내 유기한 우위안춘에 대한 결심공판에서 사형을 구형했다. 전자발찌 부착 30년도 함께 요구했다.
한편 수원지방법원 형사합의11부(이동훈 부장판사)는 2012년 6월 15일 우위안춘에 대하여 사형을 선고했다. 신상정보공개 10년과 전자발찌 부착 30년도 함께 명령했다. 우위안춘은 법원의 판단에 불복, 항소장을 제출했다. 2012년 10월 18일 항소심에서 서울고등법원 형사5부(부장 김기정)는 범행 수법이 잔인해 죄질이 무겁지만, 인육 및 장기밀매를 목적으로 범행을 저질렀다는 1심 판결의 명확한 근거를 찾을 수 없고 사형 판결이 무겁다고 판단하여 무기징역을 선고하였다. 2013년 1월 16일에 대법원에서 무기징역이 확정되었다.

## 같이 보기
- 토막 살인
- 대한민국 경찰청
- 경기지방경찰청
- 안양 초등학생 납치 살해 사건
- 용산 초등학생 살해 사건
- 소함 살해 사건(영어판)
- 블랙달리아 사건
- 사세보 여고생 살해 사건
- 가와사키시 중1 남학생 피살 사건
- 고유정의 전 남편 살해 사건
- 이춘재 연쇄 살인 사건
- 가나가와현 토막 살인 사건